# Kinver
Kinver is een civil parish in het bestuurlijke gebied South Staffordshire, in het Engelse graafschap Staffordshire met 6.805 inwoners.